# Ханнс Ин дер Ганд
Ханнс Ин дер Ганд (нем. Hanns In der Gand, H. Indergand, Hanns Indergand, настоящее имя Ладислаус Крупский нем. Ladislaus Krupski, 25 февраля 1882, Ла-Верн — 24 мая 1947, Цумикон) — швейцарский фольклорист, певец народной и военной песни, музыкант.

## Биография
Родился в Ла-Верне в Савойе во время Третьей французской республики в семье поляка Станислауса Крупского (нем. Stanislaus Krupski) и немки Элизабет Хуглер (нем. Elisabeth Hugler). Станислав Крупский, врач из Гусакова происходил из католической семьи Крупских. Сбежав из плена в Российской империи после репрессий, связанных с польским восстанием, он оказался в Ла-Верне. Некоторое время работал врачом на строительстве Готардского железнодорожного тоннеля и жил в Эрстфельде в кантоне Ури. Позже семья переехала в Шлайникон, кантон Цюрих, где Крупский получил гражданство. Младший брат Антон — профессор ветеринарной медицины в Цюрихе и пионер альпинизма.
Учился в гимназии города Люцерн, далее на факультете филологии в Университете Невшателя.
Ладислаус Крупский помогал развитию польского музея в Рапперсвиле, в создании которого принимал участие его отец с 1868 года. Собирал традиционные народные песни.
Учился пению в консерватории Хоха во Франкфурте-на-Майне и Мюнхенской высшей школе музыки и театра. Три года работал актёром в городе Альтенбурге в Саксен-Альтенбурге. Вернулся в Швейцарию из-за событий связанных с Первой мировой войной и стал служить в военном оркестре.
Был женат на Юлиане Магдалене Кройц из Мюнхена. Имел дочь Ильзу от этого брака.
В межвоенный период активно собирал традиционные народные песни и инструментальную музыку на всех просторах Швейцарии. Его псевдоним был позаимствован от имени персонажа из романа Эрнста Цана. Он использовал псевдоним для того, чтобы иметь доверие швейцарских сельских рассказчиков (носителей древней культуры), от которых он собирал песни в сборники. Для исполнения собранных песен использовал лютню. Таким образом, он заботился о распространении народного творчества. Также он писал свои собственные песни.
Во время Второй мировой войны служил певцом в подразделении культуры швейцарской армии.
Умер в Цумиконе, кантон Цюрих.
Доктор наук Владислав Крупский ежегодно систематически собирал исследовательский материал, потому что лозунгом его жизни было «собрать фрагменты, которые есть» (лат. Colligite fragmenta, ne parent). Результаты его исследований хранятся в Базельском университете (нем. Schweizerisches Volksliedarchiv).

## Сборники
- «Schwyzerfähnli», 1915-1917.
- «La petite Gilberte de Courgenay», 1917.
- «Vieilles chansons populaires et франции de la Suisse Romande et Italienne», 1917.
- «Alti Schwyzerlieder», 1921.
- «Scelta di canzoni popolari ticinesi», 1933.

## Звукозапись
- «Hanns in der Gand», Stranded in the USA [компакт-диск] München: Trikont-Verlag ; Hamburg: Indigo, Vertrieb, P 2004.
- «Hanns in der Gand», Der Volksliedersänger Und -Forscher, Schweizerische Gesellschaft Für Volkskunde — Schallplatten — Reihe Nr. 2 , Fata Morgana Records — FM 84023, Bern (Switzerland) — 1984 (Vinyl, LP, Album) (нем.)
- «Hanns in der Gand», Album «Soldate müend doch Schätzi ha», 12 November 2008
- «Hanns In der Gand», (Schweizer Soldatenlied) Lied Der Gilberte De Courgenay